# Saint-Nicolas-de-Bliquetuit
Saint-Nicolas-de-Bliquetuit är en kommun i departementet Seine-Maritime i regionen Normandie i norra Frankrike. Kommunen ligger i kantonen Caudebec-en-Caux som tillhör arrondissementet Rouen. År 2018 hade Saint-Nicolas-de-Bliquetuit 609 invånare.

## Befolkningsutveckling
Antalet invånare i kommunen Saint-Nicolas-de-Bliquetuit
| Referens: INSEE |